# Anania phaeopastalis
Anania phaeopastalis is een vlinder uit de familie van de grasmotten (Crambidae). De wetenschappelijke naam van deze soort is voor het eerst voorgesteld als Pyrausta phaeopastalis door George Francis Hampson in een publicatie uit 1913.
De spanwijdte van het vrouwtje bedraagt 26 millimeter.
De soort komt voor in het Afrotropisch gebied waaronder in Eritrea, Kameroen, Kenia en Tanzania.